# Cyrus Christie
Cyrus Sylvester Frederick Christie (Coventry, 30 de setembro de 1992) é um futebolista irlandês que atua como lateral-direito. Atualmente está sem clube.

## Carreira
Cyrus Christie fez parte do elenco da Seleção Irlandesa de Futebol da Eurocopa de 2016.

## Títulos
Fulham
- EFL Championship play-offs: 2017–18[2]